# Hiram Johnson

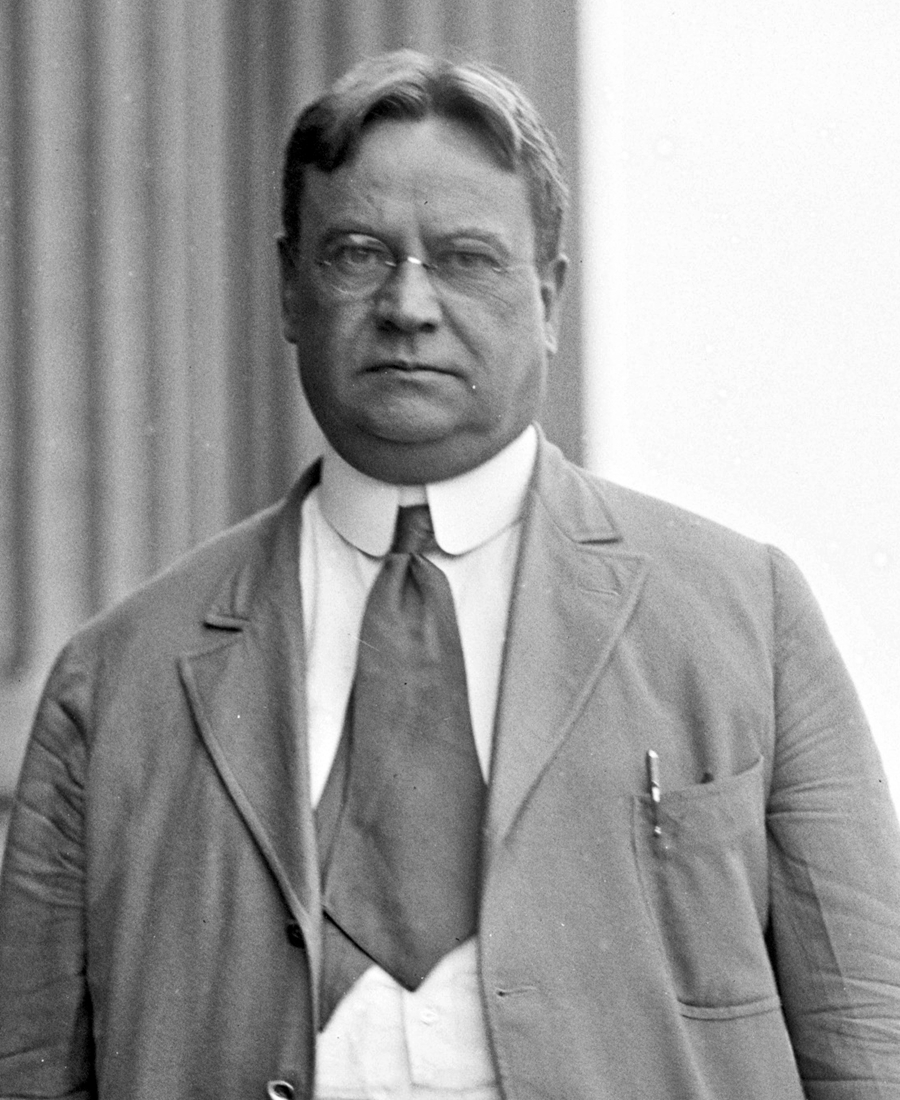
Hiram Johnson (1919)

Hiram Warren Johnson (* 2. September 1866 in Sacramento, Kalifornien; † 6. August 1945 in Bethesda, Maryland) war ein US-amerikanischer Politiker der Republikanischen Partei. Er war von 1911 bis 1917 Gouverneur von Kalifornien und vertrat anschließend von 1917 bis 1945 diesen Bundesstaat im US-Senat. Johnson gehörte zu den führenden Persönlichkeiten der progressiven Bewegung der USA.

## Leben

### Frühere Jahre und politischer Aufstieg
Johnson wurde in Sacramento geboren. Sein Vater Grove L. Johnson war kalifornischer Abgeordneter im Repräsentantenhaus der Vereinigten Staaten und wurde wegen seines Kampfes gegen die Korruption berühmt, indem er bestechliche Politiker mit einer Pistole direkt konfrontierte und brandmarkte. In den öffentlichen Schulen ausgebildet, arbeitete Johnson zuerst als Stenograf und Kurzschriftschreiber bei verschiedenen Anwaltskanzleien. Schließlich entschied er sich, Rechtsanwalt zu werden und studierte an der University of California in Berkeley. 1888 bestand er das Staatsexamen („Bar Exam“) und wurde Volljurist, woraufhin er seine eigene Kanzlei in seiner Heimatstadt Sacramento gründete.
1902 zog er nach San Francisco um, wo er als Unterstaatsanwalt für den dortigen Kreis („County“) diente. Bald engagierte er sich für die Reformpolitik und betonte den Kampf gegen die Korruption, wie sein Vater es getan hatte. Er startete eine Anti-Korruptionskampagne und wurde 1907 weithin bekannt, als er einen berüchtigten Bestechungsprozess gewann, weil man seinen Vorgänger im Gerichtssaal erschossen hatte.

### Gouverneur von Kalifornien

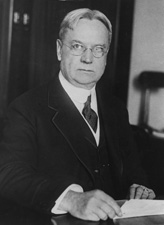
Johnson während seiner Zeit als Gouverneur

Im Jahr 1910 nominierten die Republikaner Johnson zum Kandidaten für das Amt des kalifornischen Gouverneurs, nachdem Amtsinhaber James Gillett auf ein Antreten verzichtet hatte. Bei der Gouverneurswahl am 8. November 1910 siegte er mit einem Stimmenanteil von 46 Prozent gegen den Demokraten Theodore A. Bell (40 Prozent) und den Sozialisten Jackson S. Wilson (12 Prozent). Sein neues Amt als Regierungschef des Westküstenstaates trat Johnson am 3. Januar 1911 an. Johnson war zu dieser Zeit Mitglied der sogenannten Lincoln–Roosevelt League, einer liberalen Bewegung auf dem linken Flügel der Republikaner. Diese Fraktion positionierte sich gegen den Southern-Pacific-Eisenbahnkonzern; so reiste Johnson mit dem Auto durch Kalifornien, eine in dieser Ära neue Wahlkampfmethode. Als amtierender Gouverneur war Johnson ein „Populist“, der mehrere am Progressivismus orientierte Reformen durchsetzte. Unter diesen waren die direkte Wahl der US-Senatoren (bisher hatten die Parlamente der jeweiligen Bundesstaaten sie gewählt), Unterstützung für Frauenwahlkämpfer sowie eine Reform des Wahlgesetzes, damit Kandidaten sich bei mehreren Parteien eintragen durften. Auch gelang es ihm die Möglichkeit eines Recalls gegen den Gouverneur und andere Mitglieder der Staatsregierung in die Verfassung aufzunehmen. Beim bisher einzigen Recall in Kaliforniens Geschichte im Jahr 2003 bezog sich der neu gewählte Gouverneur Arnold Schwarzenegger in Wahlkampfreden auf Hiram Johnson. Während seiner Zeit als Gouverneur wurde außerdem ein Gesetz erlassen, das es asiatischstämmigen Immigranten untersagte, Grundbesitz in Kalifornien zu erwerben. Obwohl Johnson diesem Vorhaben kritisch gegenüberstand, machte er hier den Mitgliedern des Parlaments ein Zugeständnis, indem er den Beschluss unterzeichnete.
Im November 1914 wurde Johnson mit deutlichen Vorsprung für eine zweite Amtszeit bestätigt. Dieses Mal trat er jedoch als Kandidat für die vom ehemaligen republikanischen US-Präsidenten Theodore Roosevelt gegründeten Progressive Party an. Mit 49,6 Prozent der Stimmen besiegte Johnson sowohl den Republikaner John D. Fredericks (29 Prozent) als auch den Demokraten J. B. Curtin (12 Prozent) deutlich. Bis heute ist er auch der letzte Gouverneur Kaliforniens, der weder als Bewerber der Demokraten oder Republikaner in dieses Amt gewählt wurde. Im Januar 1915 wurde er erneut zum Gouverneur vereidigt. Außerdem war er seit 1853 der erste (und insgesamt erst zweite) kalifornische Gouverneur, der überhaupt wiedergewählt wurde.
Im Jahr 1916 strebte Johnson einen Sitz im US-Senat an. Nachdem er dank seiner Popularität in Kalifornien diese Wahl im November 1916 gewinnen konnte, trat er nach etwas mehr als der Hälfte der Amtszeit im März 1917 als Gouverneur zurück. Gemäß der Verfassung übernahm der bisherige Vizegouverneur William Stephens das höchste Amt des Bundesstaats.

### Kandidatur als US-Vizepräsident

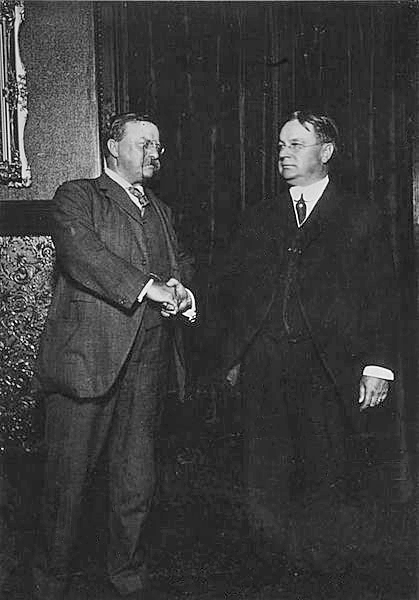
Hiram Johnson (rechts) und Theodore Roosevelt 1912

Auf Bundesebene war Johnson 1912 einer der Gründer der Progressiven Partei. Im selben Jahr kandidierte er für das Amt des Vizepräsidenten neben dem ehemaligen Präsidenten Theodore Roosevelt. Der Kalifornier Johnson sollte einerseits einen geographischen Ausgleich zu Roosevelt aus New York darstellen, andererseits schien er aufgrund seiner Popularität in Kalifornien ein passender Mitkandidat, um diesen bevölkerungsreichen Staat zu gewinnen. Darüber hinaus hatten beide Politiker sehr ähnliche politische Standpunkte.
Obwohl die neue Partei den Wahlkampf gegen den demokratischen Kandidaten Woodrow Wilson verlor, half Johnson seiner Partei, indem er im Bundesstaat Kalifornien mit einem Unterschied von nur 0,2 Prozent der Wählerstimmen gewann. Auch gelang es dem Gespann aus Roosevelt und Johnson den republikanischen Amtsinhaber William Howard Taft auf den dritten Platz zu verweisen. Es war bis heute das letzte Mal, dass unter den beiden bestplatzierten Präsidentschaftskandidaten der Bewerber einer dritten Partei war. Obwohl die Progressive Partei 1912 ein für eine Drittpartei beachtliches Ergebnis erzielte, konnte sie sich nicht dauerhaft behaupten. Sowohl Johnson als auch Roosevelt kehrten in die Republikanische Partei, andere Progressive traten zur Demokratischen Partei über, in der seit Beginn des 20. Jahrhunderts die progressiven Kräfte deutlich an Einfluss gewannen. Zur Wahl 1916 wurde zunächst Roosevelt nominiert, der jedoch ein erneutes Antreten wie auch Johnson (nach der Absage des früheren Präsidenten) ausschloss. Bei dieser Wahl verweigerte Johnson dem republikanischen Kandidaten Charles Evans Hughes die Zustimmung. Während eines Aufenthaltes in Long Beach übernachtete er im selben Hotel wie der Gouverneur. Trotzdem kam es zu keinem Treffen zwischen beiden Politikern, was möglicherweise daran lag, dass Hughes nicht darüber informiert worden war, dass Johnson sich ebenfalls im Hotel aufhielt. Von diesem wurde der als forgotten handshake („vergessener Handschlag“) bezeichnete Vorfall jedoch als Brüskierung empfunden, so dass er Hughes in der Folge die volle Unterstützung im Wahlkampf in Kalifornien verweigerte.

### Karriere im Senat der Vereinigten Staaten

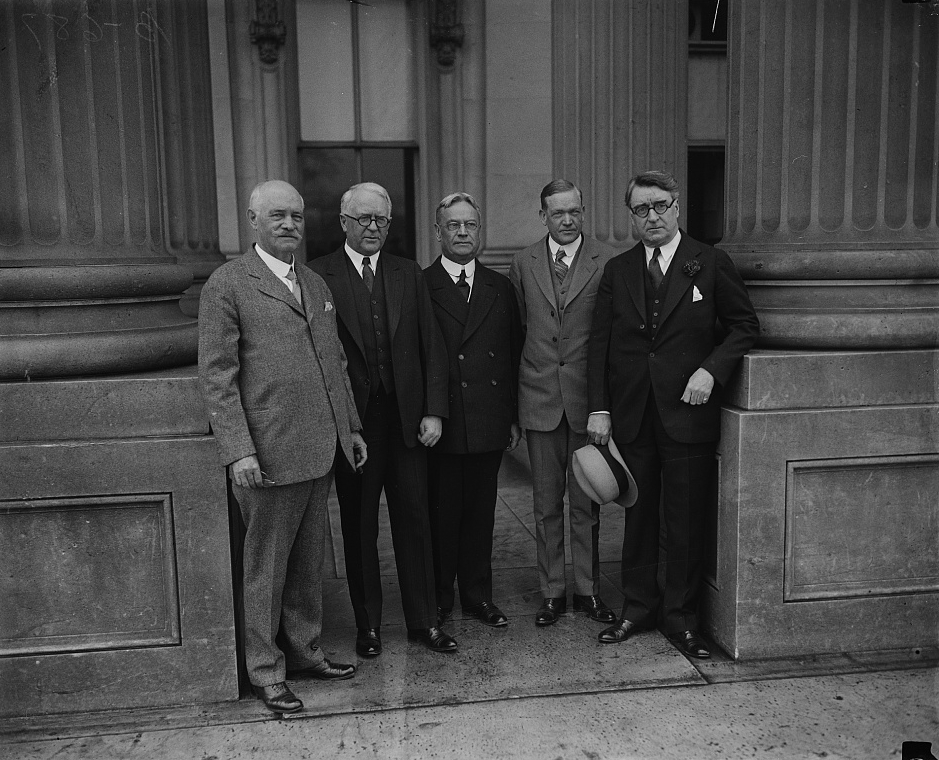
Johnson (Mitte) zwischen Senatskollegen vor dem Kapitol (um 1927)

Nach seiner Wahl in den Senat trat Johnson sein Mandat am 6. März 1917 an. Nach dem Tod Theodore Roosevelts im Jahre 1919 betrachtete man Johnson als den eindeutigen Führer der amerikanischen Progressiven. Im folgenden Jahr verlor er aber auf dem republikanischen Nominierungsparteitag für die Präsidentschaftswahl gegen Warren G. Harding. 1924 bekam er nur zehn Stimmen auf dem Parteitag, als er gegen Präsident Calvin Coolidge antrat. Zu dieser Zeit war die nationale Stimmung mehr zugunsten der konservativen (und marktliberalen) Republikaner umgeschlagen, für welche die Präsidenten Harding und Coolidge standen. Daher hatte auch der progressive Flügel der Republikaner innerparteilich an Einfluss verloren. Johnson blieb jedoch im Senat, wo er bei den Wählern in Kalifornien stets populär war. 1940 gewann er wieder mit 94,5 Prozent der Stimmen.
Im Kongress trat Johnson innenpolitisch weiterhin für progressive Reformen ein. In der Außenpolitik verfolgte er einen isolationistischen Kurs. In diesem Zusammenhang wird ihm der Ausspruch „Das erste Opfer eines jeden Krieges ist die Wahrheit“ zugeschrieben (allerdings hat dieses bekannte Zitat mehrere Zuschreibungen). Johnson stimmte 1919 gemeinsam mit den meisten anderen Republikanern gegen die Ratifizierung des von Präsident Woodrow Wilson als Konsequenz des Ersten Weltkrieges vorgelegten Völkerbundes. Während der Weltwirtschaftskrise der 1930er Jahre unterstützte Johnson energisch das Reform- und Wirtschaftserholungsprogramm von Präsident Franklin D. Roosevelt, den sogenannten New Deal. Obwohl er dementsprechend häufig die Politik der Demokraten unterstützte, wechselte er seine eigene Parteimitgliedschaft nie. Seine positive Haltung gegenüber Präsident Roosevelt änderte sich, als dieser versuchte, die Zahl der Richter am Supreme Court zu vergrößern. Hintergrund war, dass dies Roosevelt ermöglicht hätte, selbst noch weitere Richter zu ernennen, um so das Stimmenverhältnis am Obersten Gerichtshof zu verschieben, da der lange Zeit konservativ besetzte Supreme Court zuvor eine Reihe von New-Deal-Gesetzen für verfassungswidrig erklärt hatte. Johnson wurde schließlich im 66. Kongress Vorsitzender des Senatsausschusses für Beziehungen mit Kuba, sowie Mitglied der Ausschüsse für Patente, Einwanderung, Territorien- und Inselbesitz sowie Handel. Mitte der 1940er-Jahre, während der Endphase des Zweiten Weltkrieges verschlechterte sich Johnsons Gesundheitszustand zusehends. Im Sommer 1945 konnte er bereits an mehreren Senatstagungen nicht mehr teilnehmen; unter anderem während der Ratifizierung der Vereinten Nationen. Johnson äußerte sich zuletzt dahingehend, der Ratifizierung des Vertrages nicht zustimmen zu wollen. Nach einer fast 30-jährigen Karriere im Senat starb Johnson 78-jährig am 6. August 1945 im Bethesda Naval Hospital. Er wurde auf dem Cypress Lawn Memorial Park in Colma beigesetzt.
Nachfolger im Senat wurde sein republikanischer Parteikollege William F. Knowland, der später ebenfalls in einflussreiche Positionen aufstieg.

## Privatleben
Im Jahr 1886 heiratete er Minne L. McNeal, mit der er zwei Söhne, genannt Hiram und Archibald, hatte.